# Fredrik Kessiakoff
Fredrik Kessiakoff (né le 17 mai 1980 à Nacka) est un ancien coureur cycliste suédois.

## Biographie

### Carrière en VTT
Kessiakoff commence sa carrière cycliste dans la discipline du VTT, remportant notamment la médaille de bronze aux championnats du monde de VTT à Rotorua en Nouvelle-Zélande. Il termine troisième à une minute 58 secondes du Français Julien Absalon. Le 15 juillet 2007, il prend la troisième place des championnats d'Europe de VTT en Cappadoce en Turquie.

### Carrière sur route
En 2009, Fredrik Kessiakoff quitte le VTT en rejoignant l'équipe professionnelle sur route Fuji-Servetto. Pour ses débuts avec cette équipe, il prend la quatrième place du Tour de Langkawi. Au printemps, il est quatorzième du Tour du Pays basque et neuvième du Tour de Romandie. Il dispute ensuite le Tour d'Italie. Il y montre ses capacités en montagne en se classant neuvième à l'Alpe de Siusi. Il termine ce Giro à la 50e place. Il est troisième du championnat de Suède du contre-la-montre en juin. En été, il participe au Tour d'Espagne, dont il prend la 72e place du classement général. Aux championnats du monde sur route à Mendrisio, il représente la Suède lors de la course en ligne, avec Thomas Lövkvist et Marcus Ljungqvist. Il en prend la 78e place. En fin de saison, il est sixième du Tour d'Émilie.
Fredrik Kessiakoff rejoint en 2010 l'équipe Garmin, qui l'a approché dès le mois d'avril 2009. Il y est présenté comme le leader de l'équipe pour le Giro à venir,. Il ne participe cependant pas à cette course. Après un abandon sur chute au Tour de l'Algarve en février, il se fracture une côte en tombant à l'entraînement. En avril, fatigué, il ne parvient pas au terme du Tour du Pays basque. Bien qu'ayant signé un contrat de deux ans avec Garmin, celle-ci ne souhaite pas conserver Kessiakoff en fin de saison, afin de libérer des places en vue de sa fusion avec l'équipe Cervélo. Kessiakoff est alors engagé pour deux ans par l'équipe Astana,.
En 2011, Kessiakoff s'adjuge la deuxième étape et le classement général du montagneux Tour d'Autriche. Son concurrent le plus proche, le Tchèque Leopold König (NetApp), pointe à 2 minutes 28 secondes.
Lors du Tour de Suisse 2012, Kessiakoff crée une certaine surprise en remportant le contre-la-montre individuel de 34,3 km devant le favori local, Fabian Cancellara (RadioShack-Nissan), qu'il devance par deux secondes. L'épreuve comporte une bosse de quatre kilomètres. Il participe au Tour de France et livre bataille à Thomas Voeckler (Europcar) pour l'obtention du maillot de meilleur grimpeur, qu'il porte de l'étape 8 à 10 et 12 à 16 avant que Voeckler ne consolide son emprise définitive sur cette classification. Il terminera deuxième avec 123 points contre 135 pour le Français. Il fait encore étalage de ses prouesses au contre-la-montre du Tour d'Espagne, lors de la onzième étape. Il relègue son dauphin Alberto Contador (Saxo Bank-Tinkoff Bank) à 17 secondes sur le parcours de 39,4 kilomètres. En septembre, il participe aux championnats du monde sur route dans le Limbourg néerlandais. Il prend la cinquième place du contre-la-montre individuel, à moins de 2 minutes du vainqueur Tony Martin. Il est ensuite quinzième de la course en ligne, dans le premier groupe arrivé après le vainqueur Philippe Gilbert. Durant les deux semaines qui suivent, il se classe troisième de Milan-Turin, dixième du Tour de Lombardie et deuxième du Tour d'Émilie.
En 2013, Kessiakoff doit abandonner le Tour de France au cours de la sixième étape en raison d'une blessure à un poignet.
Non prolongé par son équipe à l'issue de l'année 2014, Kessiakoff arrête sa carrière professionnelle.

## Palmarès en VTT

### Championnats du monde
- Rotorua 2006
  -  Médaille de bronze du cross-country

### Championnats d'Europe
- Cappadocia 2007
  -  Médaille de bronze du cross-country

### Championnats nationaux
- 2002
  -  Champion de Suède de cross-country espoirs
- 2003
  -  Champion de Suède du relais (avec Calle Friberg et Max Öste-McDonald)
- 2004
  -  Champion de Suède de cross-country
- 2006
  -  Champion de Suède de cross-country
  -  Champion de Suède du relais (avec Calle Friberg et Mikael Häggqvist)
- 2007
  -  Champion de Suède de cross-country
- 2008
  -  Champion de Suède de cross-country

## Palmarès sur route

### Par années
| - 2006 - 2e du Tour du lac Majeur - 2009 - 3e du championnat de Suède du contre-la-montre - 9e du Tour de Romandie - 2010 - 3e du championnat de Suède du contre-la-montre - 2011 - Tour d'Autriche : - Classement général - 2e étape | - 2012 - 7e étape du Tour de Suisse (contre-la-montre) - 11e étape du Tour d'Espagne (contre-la-montre) - 2e du Tour d'Émilie - 3e du championnat de Suède sur route - 3e de Milan-Turin - 5e du championnat du monde du contre-la-montre - 10e du Tour de Lombardie |  |

### Résultat sur les grands tours

#### Tour de France
2 participations
- 2012 : 40e
- 2013 : abandon (6e étape)

#### Tour d'Italie
2 participations
- 2009 : 50e[17]
- 2013 : 90e

#### Tour d'Espagne
3 participations
- 2009 : 72e
- 2011 : 34e
- 2012 : 61e, vainqueur de la 11e étape (contre-la-montre)

### Classements mondiaux
| Année                  | 2005 | 2006 | 2007 | 2008 | 2009 | 2010 | 2011 | 2012 | 2013 | 2014 |
| ---------------------- | ---- | ---- | ---- | ---- | ---- | ---- | ---- | ---- | ---- | ---- |
| Calendrier mondial UCI |      |      |      |      | 152e |      |      |      |      |      |
| UCI World Tour         |      |      |      |      |      |      |      | 111e | nc   | nc   |
| UCI Europe Tour        | 940e | 514e |      |      |      |      |      |      |      |      |